# Iulian Raicea
Iulian Raicea (nume de călugăr Ieromonahul Serafim; n. 4 martie 1973, București, România) este un trăgător de tir român, laureat cu bronz la Sydney 2000. 
„În tir, important este să te antrenezi bine, nu mult”.
A tras prima dată la 12 ani și jumătate, îndemnat de tatăl său, dar s-a apucat serios de tir sportiv abia la 14 ani. A început cu probe de pistol aer comprimat. A urmat pistol liber, iar din 1987, pistol-viteză, probă care l-a consacrat.

## Rezultate de referință
- 1993 (juniori) - campion european la pistol viteză
- 1994 – 2000 (seniori) - 3 titluri de campion balcanic la pistol viteză
- 1998 - medalie de aur la Cupa Mondială de la München – Germania, pistol viteză si medalie de bronz la Campionatul Mondial de la Barcelona - Spania.
- 1999 - medalie de argint la Campionatul European Seniori Bordeaux – Franța, pistol viteză
- 2000 - medalie de bronz la Jocurile Olimpice de la Sydney – Australia, pistol viteză
- 2001 - medalie de argint la Cupa Mondială de la Milano – Italia, pistol viteză si medalie de bronz la Campionatul European de la Zagreb - Croația
- 2002 - medalie de argint la Cupa Mondială de la Sydney – Australia, pistol viteză
- 2004 - medalie de bronz la Cupa Mondiala din Tailanda
- 2004 - locul al V-lea la proba pistol-viteză, cu un total de 687.6 de puncte, la Jocurile Olimpice de la Atena
- 2007 - medalie de argint la Cupa Mondială de la Bangkok

## Sfârșitul carierei sportive
După ce a participat la cinci ediții ale Jocurilor Olimpice, Iulian Raicea a renunțat la sport în urma Jocurilor Olimpice de la Beijing, din 2008, unde a participat ca sportiv reprezentând România, fiind in același timp antrenor la Federația din Tailanda.  
A continuat activitatea de antrenor al echipelor naționale ale Tailandei pentru urmatorii patru ani, fiind in paralel membru al Bisericii Ortodoxe din Tailanda.  
În această structură a ales să devină călugăr, și a fost invitat să devină cleric. După hirotonirea în preot, anul 2012, a renunțat complet la activitatea de antrenorat, aceasta nefiind compatibilă cu noua situație.  
În 9 februarie 2012, sub numele de ieromonah Serafim, a devenit preot în cadrul Bisericii Ortodoxe din Bangkok, care aparține de Patriarhia Moscovei.
După 1 octombrie 2012, autoritățile sportive din Thailanda nu au mai prelungit contractul cu ieromonahul Serafim.